# 大美聯邦志略
《大美聯邦志略》（英語：A Brief Account of the United States of America）又名《聯邦志略》，是美國傳教士裨治文（高理文）介紹美國風土、歷史、體制等著作。

## 版本
1838年，《美理哥合省國志略》（Brief Geographical History of the United States of America）在新加坡初版。後又經過數次修訂：1844年，於香港重刊改名《亞墨理格合衆國志略》；1846年廣州版為《亞美理駕合衆國志略》；1861年，上海再版時更名《大美聯邦志略》。
此外，各地改訂或重版版本不同，名稱也有變動。例如《小方壺齋輿地叢鈔》輯錄乃《美理哥國志略》，其它尚有《亞美理格合省國志略》、《亞美利格合衆國志略》等等；《大美聯邦志略》則因其內容簡稱「聯邦志略」故得別名，流傳日本由箕作阮甫訓點版本書名即採《聯邦志略》。

## 影響
首部中文有關美國專著，《海國圖志》、《瀛寰志略》、《萬國大地全圖》參考來源，將「聯邦」和「合眾國」等描述美國體制之造詞，成功推廣於晚清及周遭漢字圈國家。

## 外部連結
- 《美理哥合省国志略》 - 《近代史资料》总92号（页面存档备份，存于） （简体中文）
- （日語）
- Da Mei lian bang zhi lue - National Library of Australia（页面存档备份，存于） （英文）